# Olympe de G.
Olympe de G., pseudonimo di Barbara Soumet-Leman (Parigi, 9 giugno 1983), è una regista francese.

## Biografia
Ha girato diversi cortometraggi sessualmente espliciti  per le produzioni di Erika Lust, prima di dedicarsi alla creazione di contenuti audio erotici ed educativi  come il podcast Voxxx . In un'intervista a France Culture ha spiegato di voler reinventare il genere  pornografico mescolando piacere e meditazione. Come femminista  vuol far uscire la masturbazione femminile dal tabù. Il suo nome rinvia a Olympe de Gouges e al Punto G.

## Filmografia

### Regista
- The Bitchhiker, prodotto da Erika Lust (2016) - cortometraggio
- Don't Call Me a Dick, prodotto da Erika Lust (2017) - cortometraggio
- Take Me Through the Looking Glass, prodotto da Erika Lust (2017) - cortometraggio
- We are the Fucking World, prodotto da Erika Lust (2017) - cortometraggio
- Une dernière fois (2020)

### Attrice
- Una bella domenica, regia di Lucie Blush (2016)
- The Bitchhiker, regia di Olympe de G. (2016)
- Architecture Porn, regia di Erika Lust (2017)

## Podcast
- The Pink App (serie di fiction audio erotiche, 2018, prodotta da Audible )
- Room 206 (opera audio immersiva, 2018, prodotta da Audible )
- The Sound of Sex (documentario audio, 2018, per Rinse FM )
- Voxxx (podcast indipendente, 2018 e 2019)
- Coxxx (podcast indipendente)
- Boxxx (podcast indipendente)

## Riconoscimenti
Olympe de G. ha vinto diversi premi, tra cui Most Tantalizing Trans Short per We Are the (Fucking) World al Toronto International Porn Film Festival, l'Insomnia Award per Don't Call Me a Dick al La Guarimba International Film Festival, Best Experimental short per Don't Call Me a Dick al Cine Kink.